# Петър Соколов
Петър Соколов е български революционер, анархист, деец на Вътрешната македоно-одринска революционна организация.

## Биография
Петър Соколов е роден в 1870 година в Кюстендил, тогава в Османската империя. Завършва средно образование в Кюстендил. След това се мести в София. Тъй като притежава таланта на художник, той се движи сред хора на изкуството и дружи с известни художници. В края на краищата, Соколов решава да се включи в македоно-одринското революционно движение.
От юни до октомври 1899 г. Петър Соколов участва в чета, предвождана от Гоце Делчев. В четата влизали още Светослав Мерджанов, Андон Кьосето, Атанас Бабата, Михаил Попето, Антон Бузуков, Петър Манджуков. Четата успява да отвлече чорбаджията кир Димитриос от село Шилинос, Зиляховско и по-късно го освобождава срещу откуп.
През 1899 година заедно със Слави Мерджанов, Павел Шатев и Манджуков копаят тунел под Отоманската банка в Истанбул, където да заложат динамит, а успоредно с тях в Солун започва прокопаването на тунел до местното крило на банката. Председателят на Върховния македоно-одрински комитет Борис Сарафов осигурява паричните средства и за двете операции. През септември 1900 г. двата тунела са почти завършени, но поради трудности със снабдяването с динамит планът временно се изоставя. Скоро обаче един арменски революционер се опитва да снабди българите в османската столица с експлозиви, но турските власти успяват да го открият. Разследването ги отвежда до четиримата революционери, които са арестувани. Все пак османските власти не успяват да открият тунелите и в крайна сметка освобождават арестантите.
Мерджанов и Соколов са депортирани в Княжеството. През април 1901 година Соколов е делегат на Осмия македоно-одрински конгрес от Долнооряховското дружество.
Мерджанов и Соколов обмислят да спрат легендарния Ориент експрес край Одрин и да ограбят пощенския му вагон, за да финансират по-нататъшните си действия. За тази цел се сформира чета от десетина души, начело със Соколов и Мерджанов, която успява да се прехвърли в Одринско през юли 1901 г. с помощта на представител на Върховния комитет в Пловдив Павел Генадиев. Четниците поставят голямо количество динамит на железопътната линия, но не успяват да взривят влака, който преминава без причинени щети.
След провала, за да не се върнат с празни ръце, четата залавя край Одрин Нури бей, син на богатия турчин-земевладелец Дартли Мустафа бей, за да иска откуп за него. Скоро обаче тя е обкръжена от многобройна турска войска край село Фикел. При завързалото се сражение са убити Петър Соколов, арменският революционер Татул Зармарян и още четирима от четниците. Сл. Мерджанов, след като вижда, че приятелят му Соколов е вече мъртъв застрелва пленения Нури бей. Турците успяват да заловят останалите ранени, но все още живи Мерджанов, Христо Хаджиилиев, Георги Фотев, Бедрос Сиремджиян и Оник Торосян. Те отсичат главите на загиналите българи и арменци и ги дават да ги носят до Одрин на техните другари. Главата на Соколов се паднала на Мерджанов. През ноември 1901 година те са публично обесени в центъра на Одрин.